# Thyreus wallacei
Thyreus wallacei är en biart som först beskrevs av Cockerell 1905.  Thyreus wallacei ingår i släktet Thyreus och familjen långtungebin. Inga underarter finns listade i Catalogue of Life.